# Bușcea, Zdolbuniv
Bușcea (în ucraineană Буща) este localitatea de reședință a comunei Bușcea din raionul Zdolbuniv, regiunea Rivne, Ucraina.

## Demografie
Componența lingvistică a localității Bușcea
     Ucraineană (99,39%)
     Alte limbi (0,61%)
Conform recensământului din 2001, majoritatea populației localității Bușcea era vorbitoare de ucraineană (99,39%), existând în minoritate și vorbitori de alte limbi.